# العلاقات البالاوية المولدوفية
العلاقات البالاوية المولدوفية هي العلاقات الثنائية التي تجمع بين بالاو ومولدوفا.

## مقارنة بين البلدين
هذه مقارنة عامة ومرجعية للدولتين:
| وجه المقارنة                                              | بالاو                         | مولدوفا                           |
| --------------------------------------------------------- | ----------------------------- | --------------------------------- |
| المساحة (كم2)                                             | 465                           | 33.85 ألف                         |
| عدد السكان (نسمة)                                         | 21.73 ألف                     | 2.55 مليون                        |
| الكثافة السكانية (ن./كم²)                                 | 4.67 ألف                      | 75.33                             |
| العاصمة                                                   | نغيرولمود، كورور              | كيشيناو                           |
| اللغة الرسمية                                             | لغة إنجليزية، اللغة البالاوية | اللغة المولدوفية، اللغة الرومانية |
| العملة                                                    | دولار أمريكي                  | ليو مولدوفي                       |
| الناتج المحلي الإجمالي (بليون دولار)                      | 291.54 مليون                  | 8.13 مليار                        |
| الناتج المحلي الإجمالي (تعادل القوة الشرائية) بليون دولار | 326.12 مليون                  | 17.94 مليار                       |
| الناتج المحلي الإجمالي الاسمي للفرد دولار أمريكي          | 13.50 ألف                     | 3.65 ألف                          |
| الناتج المحلي الإجمالي للفرد دولار أمريكي                 | 14.76 ألف                     | 4.98 ألف                          |
| مؤشر التنمية البشرية                                      | 0.780                         | 0.693                             |
| رمز المكالمات الدولي                                      | +680                          | +373                              |
| رمز الإنترنت                                              | .pw                           | .md                               |
| المنطقة الزمنية                                           | ت ع م+09:00                   | ت ع م+02:00، ت ع م+03:00          |

## منظمات دولية مشتركة
يشترك البلدان في عضوية مجموعة من المنظمات الدولية، منها:
| علم المنظمة | اسم المنظمة                        | تاريخ انضمام بالاو | تاريخ انضمام مولدوفا |
| ----------- | ---------------------------------- | ------------------ | -------------------- |
|             | مؤسسة التنمية الدولية              | 16 ديسمبر 1997     | 14 يونيو 1994        |
|             | الأمم المتحدة                      | 15 ديسمبر 1994     | 2 مارس 1992          |
|             | منظمة حظر الأسلحة الكيميائية       | ?                  | ?                    |
|             | مؤسسة التمويل الدولية              | 16 ديسمبر 1997     | 10 مارس 1995         |
|             | وكالة ضمان الاستثمار متعدد الأطراف | 16 ديسمبر 1997     | 9 يونيو 1993         |
|             | يونسكو                             | 20 سبتمبر 1999     | 27 مايو 1992         |
|             | البنك الدولي للإنشاء والتعمير      | 16 ديسمبر 1997     | 12 أغسطس 1992        |

## وصلات خارجية
- موقع وزارة الخارجية المولدوفية